# Louis-Jacques Goussier
Louis-Jacques Goussier (* 7. März 1722 in Paris; † 1799 ebenda) war ein französischer Mathematiker, Illustrator, Grafiker und Enzyklopädist.

## Leben und Wirken
Aus einfachen Verhältnissen stammend, studierte er zunächst Geisteswissenschaften, sowie Mathematik und Philosophie an der freien Schule des Mathematiker und Philosophen Pierre-André Leguay de Prémontval und wurde dort später Professor für Mathematik. Die Schule wurde im Jahre 1744 geschlossen.
Im Jahre 1751 heiratete er Marie-Anne-Françoise Simmonneau; mit ihr hatte er zwei Kinder.
Als Autodidakt fertigte Goussier Illustrationen für Charles Marie de La Condamine (Calcul des méridiens. (1746)), für Baron Étienne-Claude de Marivetz (1728–1794) (Géographie Physique du Monde. (1768), Système général, physique et économique de navigations naturelles et artificielles de l’intérieur de la France et de leurs coordinations avec les routes de terre. (1788)) und Jean-Marie Roland de La Platière (Encyclopédie méthodique des manufactures, arts et métiers. (1789)).
1792 wurde er in der technischen Abteilung der Künste und Handwerke (division technique des arts et métiers) durch das Innenministerium (ministère de l’Intérieur) eingestellt und im Jahre 1794 in der Sektion Waffen und Rüstung (section armes et armements) durch den Wohlfahrtsausschuss (Comité de salut public).
Im selben Jahr veröffentlichte er im Auftrag des Conservatoire des Arts et Métiers eine Sammlung mit Abbildungen von Maschinen und Kunstwerkzeugen.
Im Jahre 1747 wurde er von Jean le Rond d’Alembert für die Encyclopédie gewonnen. Dieser Aufgabe hat er sich fast ein Vierteljahrhundert gewidmet. Hierzu unternahm er auch mehrere ausgedehnte Reisen innerhalb Frankreichs, so ins Burgund, in die Champagne oder an die Loire, um Handwerksbetriebe, etwa Papiermühlen, Eisengießereien oder Musikinstrumentenbauer vor Ort zu besuchen und graphisch zu dokumentieren.

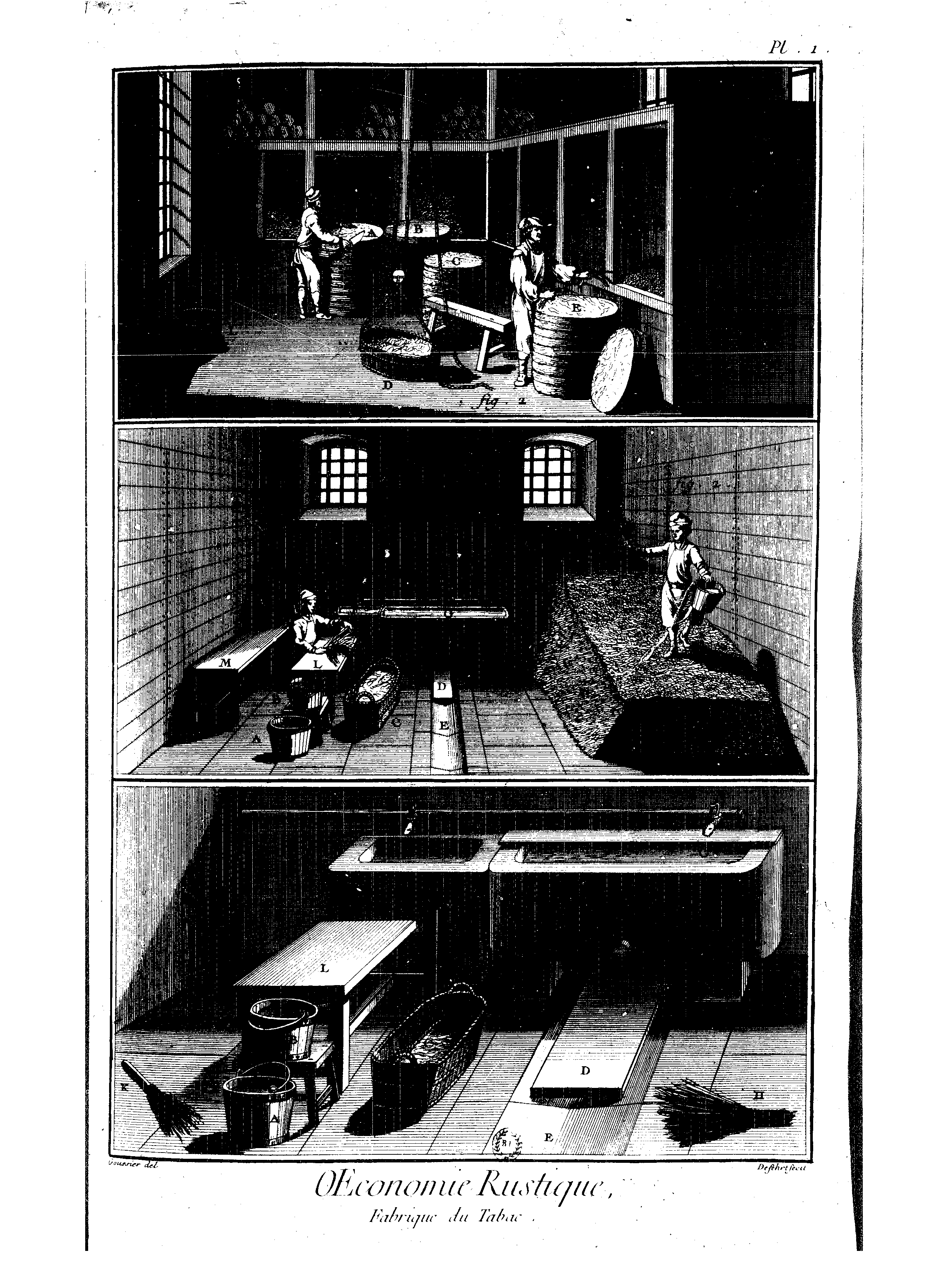
Encyclopédie: L’Économie rustique: la fabrique du tabac, vol.1, pl.49

Denis Diderot bat Goussier zunächst zur Überarbeitung bestehender Abbildungen. Später wurden über 900 Graphiken bzw. Kupferstiche von ihm angefertigt, das heißt fast ein Drittel des Gesamtwerkes von insgesamt 2885 Stichen.

## Abbildungen (Auswahl)
- 1746: für La Condamine, Calcul des méridiens
- 1747: für Diderot, Encyclopédie
- 1768: für Marivetz, Géographie Physique du Monde
- 1788: für Marivetz, Système général, physique et économique de navigations naturelles et artificielles de l'intérieur de la France et de leurs coordinations avec les routes de terre
- 1789: für La Platière, Encyclopédie méthodique des manufactures, arts et métiers
- 1794: für Division technique des arts et métiers, Dessins de Machines et Instruments des Arts